# Ферябнікова Неллі Василівна
Ферябнікова Неллі Василівна (14 травня 1949) — радянська баскетболістка.
Олімпійська чемпіонка 1976, 1980 років.